# Sekido Kenji
Kenji Sekido (関戸 健二, sinh ngày 7 tháng 1 năm 1990) là một cầu thủ bóng đá người Nhật Bản.

## Thống kê câu lạc bộ
Cập nhật đến ngày 23 tháng 2 năm 2016.
| Thành tích câu lạc bộ | Thành tích câu lạc bộ | Thành tích câu lạc bộ | Giải vô địch | Giải vô địch | Cúp                   | Cúp                   | Tổng cộng | Tổng cộng |
| Mùa giải              | Câu lạc bộ            | Giải vô địch          | Số trận      | Bàn thắng    | Số trận               | Bàn thắng             | Số trận   | Bàn thắng |
| Nhật Bản              | Nhật Bản              | Nhật Bản              | Giải vô địch | Giải vô địch | Cúp Hoàng đế Nhật Bản | Cúp Hoàng đế Nhật Bản | Tổng cộng | Tổng cộng |
| --------------------- | --------------------- | --------------------- | ------------ | ------------ | --------------------- | --------------------- | --------- | --------- |
| 2012                  | Fagiano Okayama       | J2 League             | 37           | 3            | 2                     | 1                     | 39        | 4         |
| 2013                  | Fagiano Okayama       | J2 League             | 23           | 0            | 1                     | 0                     | 24        | 0         |
| 2014                  | Fagiano Okayama       | J2 League             | 2            | 0            | 0                     | 0                     | 2         | 0         |
| 2015                  | Fagiano Okayama       | J2 League             | 5            | 0            | 0                     | 0                     | 5         | 0         |
| Tổng                  | Tổng                  | Tổng                  | 67           | 3            | 3                     | 1                     | 70        | 4         |